# Kotflügel

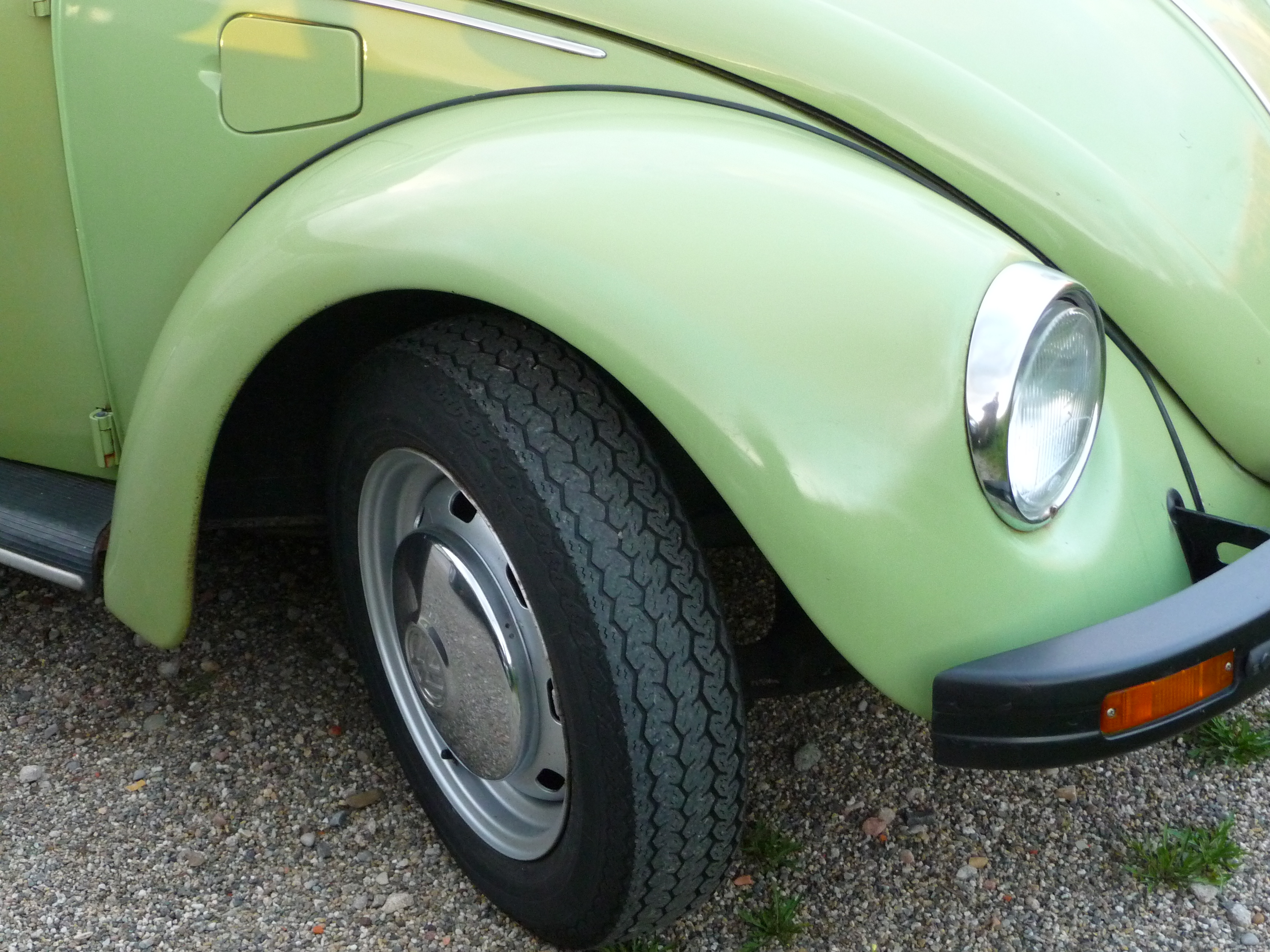
Kotflügel eines VW Käfer

Mit dem Begriff Kotflügel werden die Karosserieteile von Fahrzeugen – in der Regel bei Kraftwagen – bezeichnet, die über den Rädern angebracht sind.
Der Kotflügel dient dazu, die Räder eines Fahrzeuges in ausreichender Form abzudecken, um keine anderen Verkehrsteilnehmer, insbesondere Fußgänger durch die Drehbewegung eines freistehenden Rades zu gefährden. Nach deutschem Kraftfahrzeugrecht (§ 36a StVZO) dürfen Räder aus diesem Grund nicht aus der Karosserie hervorstehen oder müssen eine Abdeckung aufweisen. Ähnliche Bestimmungen gibt es auch in anderen Ländern. Ebenso verhindern Kotflügel eine unnötig große Aufwirbelung von Wasser von der Fahrbahnoberfläche, die nachfolgende Verkehrsteilnehmer in der Sicht behindern könnte. Dies würde bei freistehenden Rädern in extremer Form eintreten.
Dieselbe Funktion erfüllt beim Fahrrad oder Motorrad das Schutzblech.

## Begriffsgeschichte
Der Begriff Kotflügel selbst entstand in einer Zeit, in der noch Kutschen das Straßenbild beherrschten. Die damals meist offenen und von Pferden gezogenen Wagen wurden mit Abdeckungen über den Rädern ausgestattet, die durch ihre geschwungene Form entfernt an Vogelflügel erinnerten. Kot bedeutete ursprünglich „Dreck, Schmutz“, stand aber auch für Pferdedung und menschliche Fäkalien, die damals oft noch über die offene Straße entsorgt wurden. Der Sinn dieser Abdeckungen bestand darin, dass die Räder der Kutschen den Straßenkot nicht direkt auf das Fahrzeug oder gar in den Innenraum der Kutsche schleudern und so die Insassen beschmutzen konnten.

## Kotflügelverbreiterungen
Die Verbreiterungen werden notwendig, wenn es nach einer Änderung der Reifen- bzw. Felgengröße oder einem Fahrwerksumbau zu mechanischer Reibung zwischen Reifen und Karosserie kommt. Man unterscheidet zwischen serienmäßigen Kotflügelverbreiterungen, die vom Hersteller selber vorgenommen werden, und nachträglichen Umbauten. Fahrzeughersteller bringen beispielsweise Sonderedition mit breiteren Reifen heraus oder bieten eine Modellvariante mit einer Doppelbereifung für höhere Zuladung an. Bei Doppelbereifung beschränkt sich die Verbreiterung auf die hinteren Kotflügel. Umbauten von externen Firmen als Kleinserie oder Einzelstück haben Verbreiterungen an einer oder beiden Achsen. Zur Kostenreduktion werden Body-Kits verwendet. Bei geringem Kontakt zwischen Reifen und Karosserie kann es ausreichen, wenn die vorhandenen Kotflügel kaum erkennbar umgearbeitet werden.

## Galerie

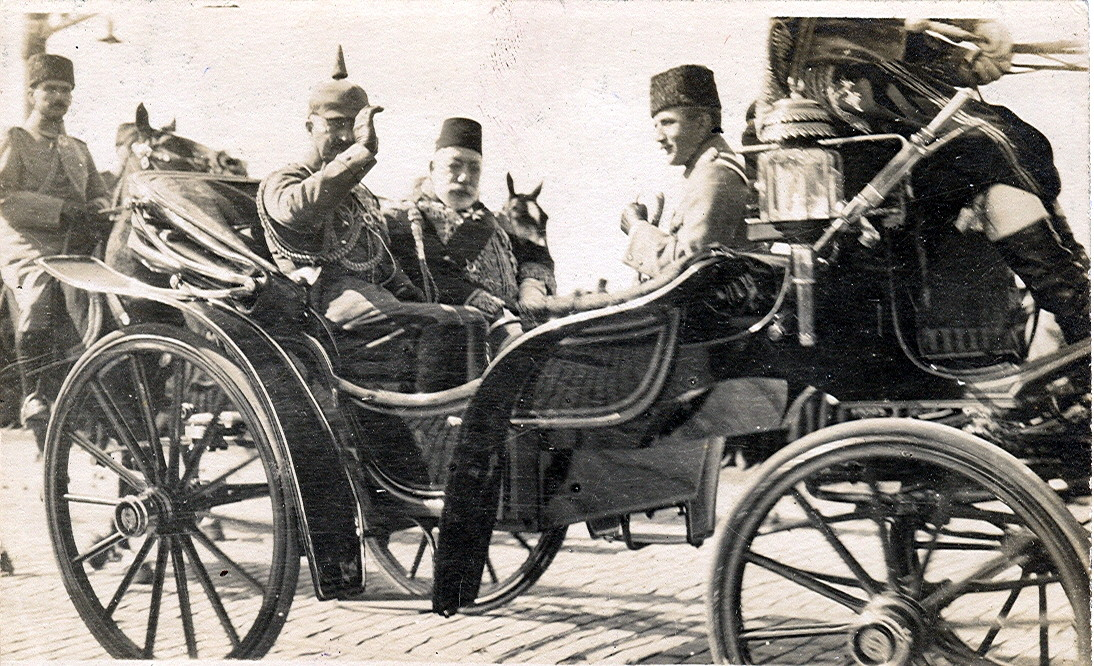
Abdeckung über Rädern einer Kutsche (mit Kaiser Wilhelm II.)
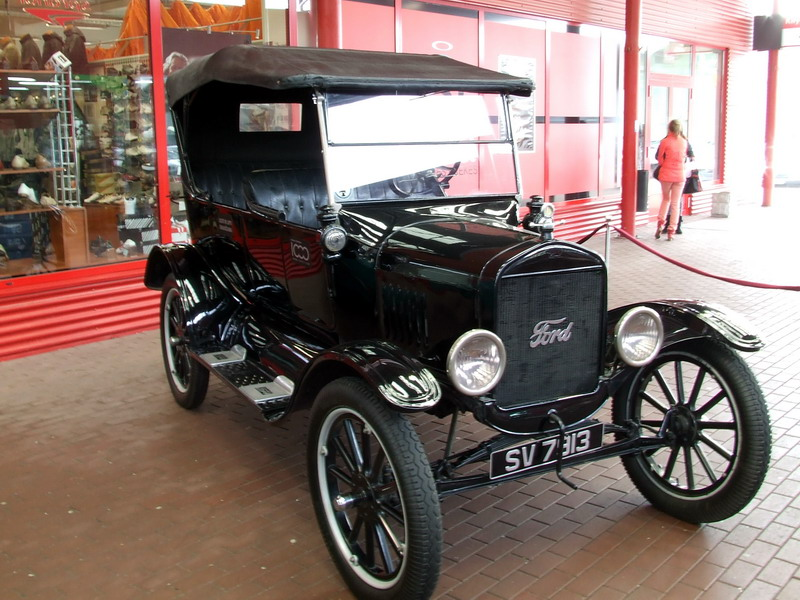
Kotflügel an einem Ford Model T 1924
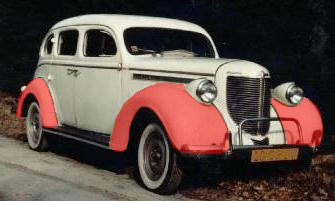
Kotflügel an einem 1938er Chrysler, rot markiert
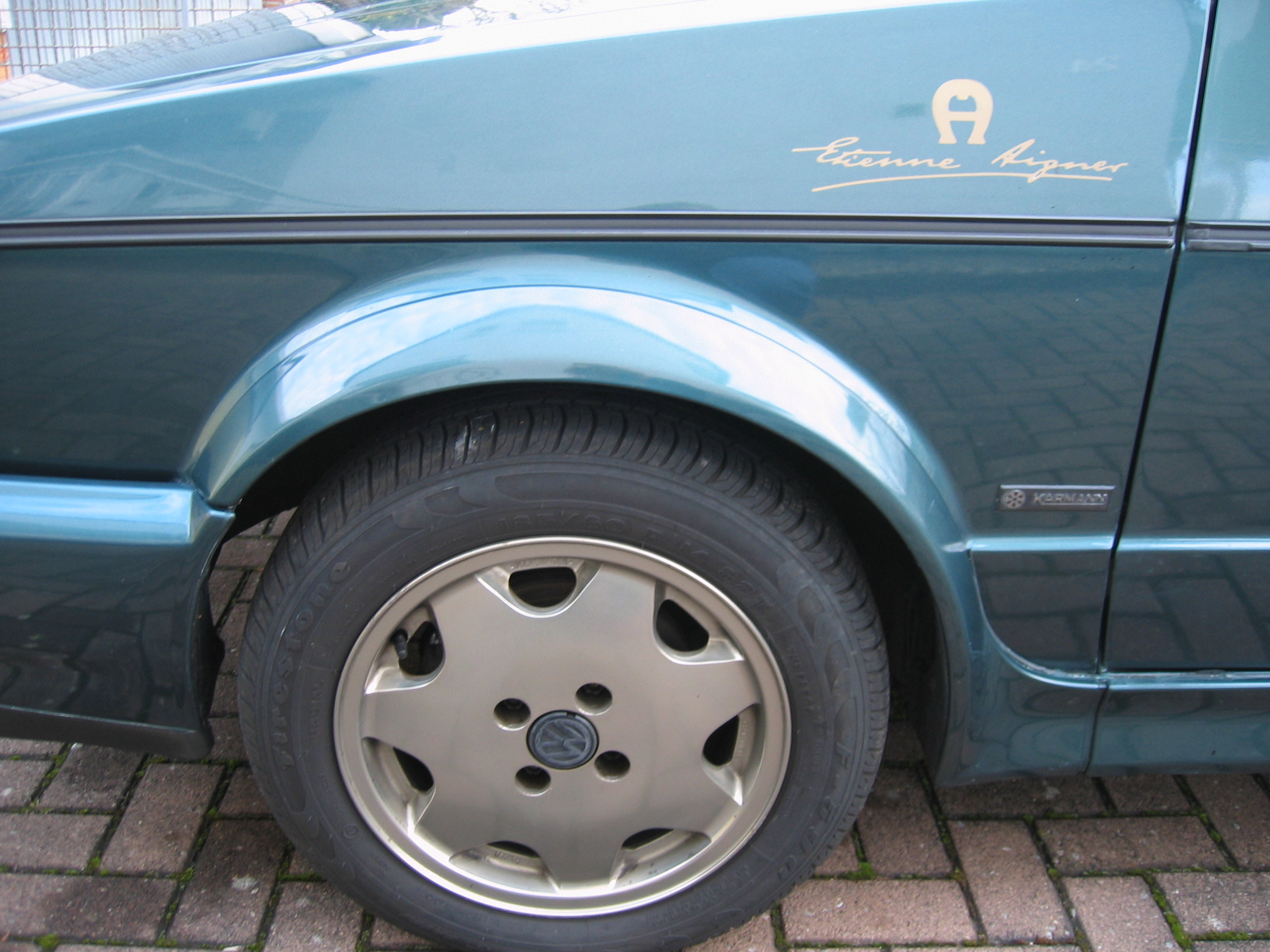
Linker vorderer Kotflügel an einem VW Golf I
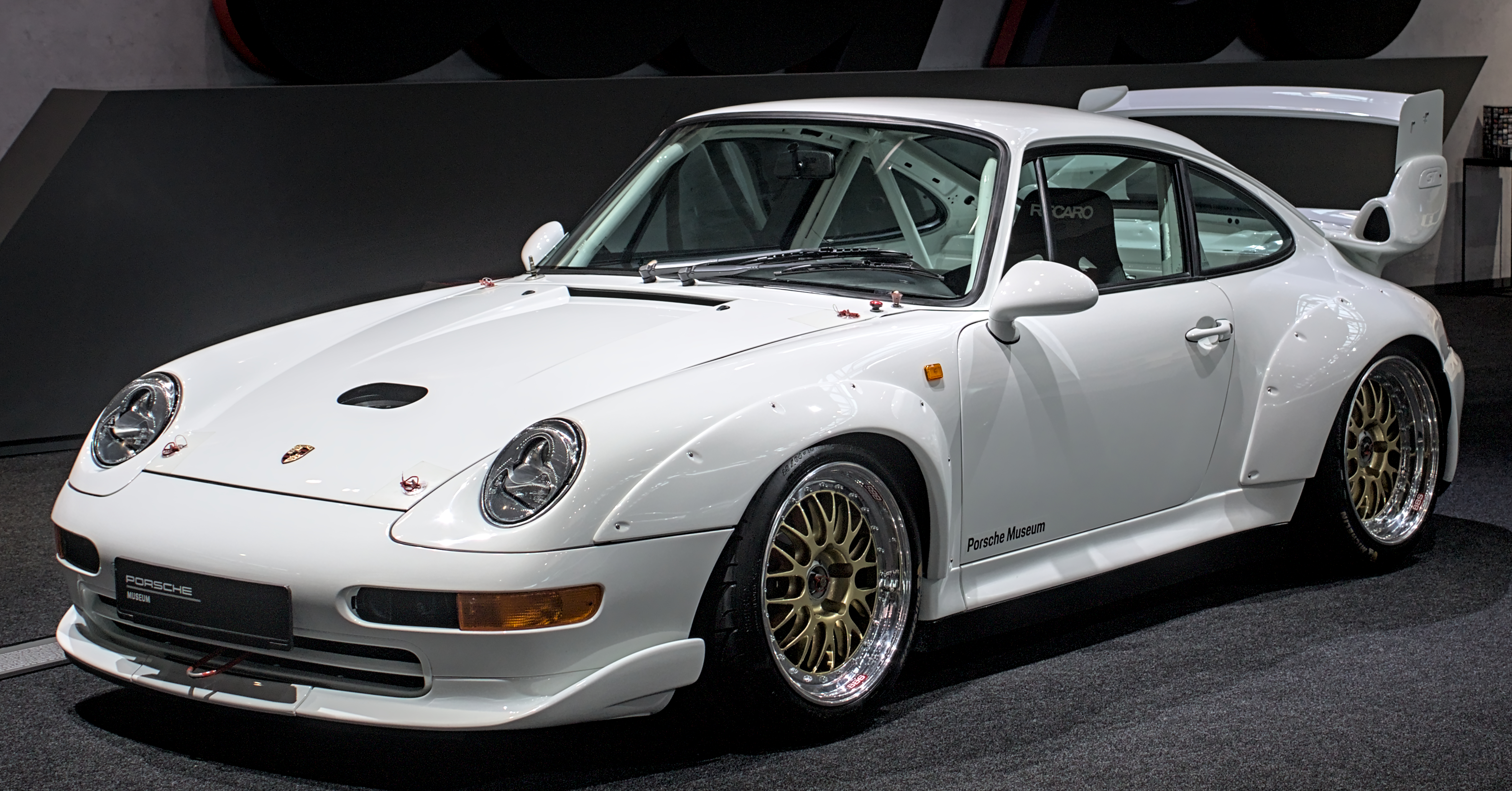
Porsche 911 GT2 mit serienmäßigen Kotflügelverbreiterungen
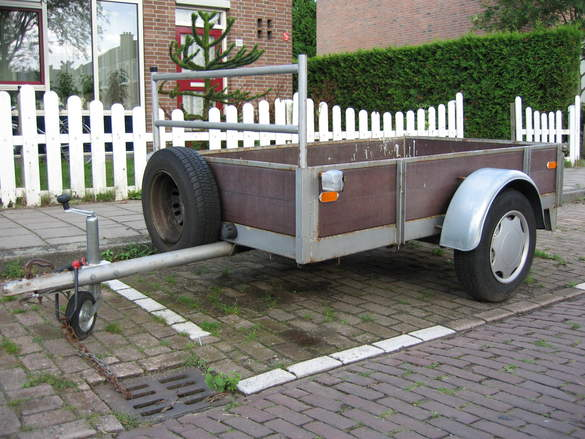
Freistehender Kotflügel an einem einfachen PKW-Anhänger
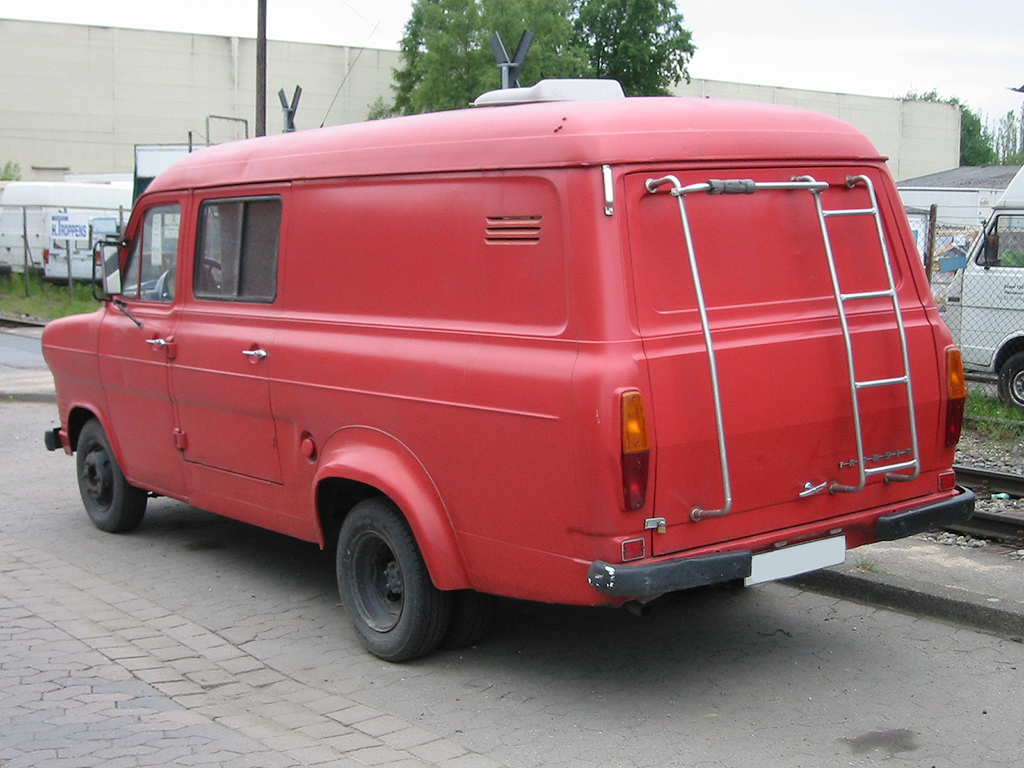
Ford Transit mit Verbreiterung hinten wegen Doppelbereifung